# Индентор

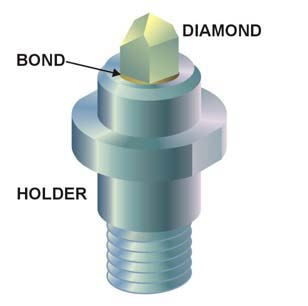
Держатель наноиндентера, используемый для определения твердости материалов

Индентор (англ. indenter от indent — вдавливать) — элемент выглаживателя или прибора для измерения твёрдости, вдавливаемый в испытываемый материал. Иногда инденторами (indenter) называют сами приборы для измерения твёрдости.

## Применение
Индентор применяется для статического измерения твёрдости исследуемого материала. При измерении индентор вдавливается в исследуемый материал с некоторой постоянной силой. После снятия нагрузки и удаления индентора измеряются геометрические параметры отпечатка: площадь, глубина, объём и т. п. На основе измеренных параметров производят количественное соотнесение поверхностной или объемной твёрдости исследуемого материала с избранной шкалой твёрдости.
Проведение измерений с помощью индентора возможно также в динамическом режиме или посредством царапания.
Индентором также называется рабочий элемент инструментов, применяемых для выглаживания.

## Типы инденторов
Распространены следующие типы инденторов:
1. Индентор для измерения твёрдости по Бринеллю[2]; представляет собой шарик из закалённой стали, твердого сплава или алмаза.
2. Индентор для измерения твёрдости по Виккерсу[3]; представляет собой усечённую четырёхгранную алмазную пирамиду с квадратным основанием и углом при вершине между противолежащими гранями 136°.
3. Индентор для измерения твердости по Роквеллу[4] для шкал А, С, D, N; представляет собой алмазный или твердосплавный конус с углом при вершине 120° и радиусом скругления вершины 0,2 мм.
4. Индентор для измерения твердости по Роквеллу для шкал В, F, G, T; представляет собой стальной или твердосплавный шарик с диаметром 1/16 дюйма.
5. Индентор для измерения твердости по Роквеллу для шкал E, H, K; представляет собой стальной или твердосплавный шарик с диаметром 1/8 дюйма.
6. Индентор Кнуппа[5] для измерений на тонких слоях и на особо хрупких материалах; представляет собой усечённую четырёхгранную алмазную пирамиду с ромбическим основанием.
7. Индентор Берковича[6]; представляет собой усечённую трёхгранную алмазную пирамиду (обычный и модифицированный инденторы различаются углом при вершине).

## Материалы
Материал индентора должен быть значительно твёрже испытываемого материала. Для изготовления инденторов часто используются искусственные алмазы, твёрдые сплавы, закаленная сталь. Находят применение инденторы и из других материалов. Например, для оценки твёрдости сыров могут использоваться шарики, изготовленные из пищевых пластмасс. В этом случае могут использоваться эмпирические соотношения шкал твёрдости и качества.

## Нормативные документы
1. ISO 6506-1:2005 Metallic materials. Brinell hardness test. Part 1: Test method
2. ISO 6507-1:2005 Metallic materials. Vickers hardness test. Part 1: Test method
3. ISO 6508-1:2005 Metallic materials. Rockwell hardness test. Part 1: Test method (scales A, B, C, D, E, F, G, H, K, N, T)
4. ISO 4516:2002 Metallic and other inorganic coatings. Vickers and Knoop microhardness tests
5. ISO 14577-2:2002 Metallic materials. Instrumented indentation test for hardness and materials parameters. Part 2: Verification and calibration of testing machines